# Eo biển

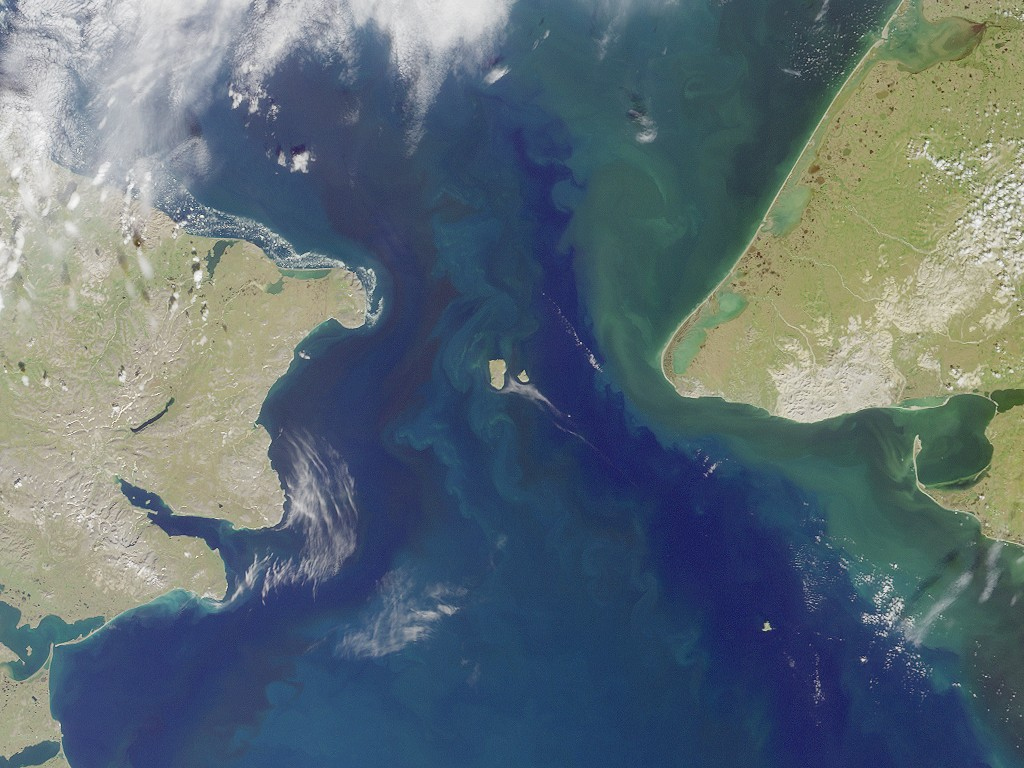
Một bức ảnh chụp eo biển Bêring từ vệ tinh

Eo biển là đường biển tự nhiên dài và hẹp nằm ở giữa hai khoảng đất, thường là hai lục địa nối liền hai vùng biển với nhau. Nhiều eo biển rất quan trọng về mặt kinh tế. Eo biển có thể nằm trên những tuyến vận tải biển quan trọng, và có nhiều cuộc chiến đã nổ ra để giành quyền kiểm soát eo biển. Nhiều kênh đào đã được xây dựng để nối hai vùng biển với nhau.

## Những eo biển nổi tiếng
- Eo biển Bering nối liền Thái Bình Dương và Bắc Băng Dương, phân cách Châu Á và Bắc Mỹ.
- Eo biển Gibraltar nối Địa Trung Hải với Đại Tây Dương, phân cách Châu Âu và Châu Phi.
- Eo biển Malacca nối Biển Đông với Ấn Độ Dương.